# 王德学
王德学（1954年3月—），男，汉族，吉林榆树人，中华人民共和国政治人物，曾任国家安全生产监督管理总局副局长、党组副书记，国家安全生产应急救援中心主任、党委书记。